# Печерское викариатство
Пече́рское викариа́тство — викариатство Псковской епархии. Названо по городу Печоры Псковской области России.

## История
В соответствии с Тартуским мирным договором между РСФСР и Эстонией от 2 февраля 1920 года в состав последней была включена территория современного Печорского района Псковской области. 14 мая 1920 года Эстонский епархиальный совет обратился к патриарху Тихону с очередным письмом, в котором описывалось тяжелое положение «паствы без архипастыря». Обращалось внимание на то, что необходим был также викарный архиерей в связи с присоединением к Эстонии Печорского края — для его смешанного населения. Патриарх извещался об избрании епархиальным советом на должность викария 27-летнего печорского благочинного с незаконченным академическим образованием — иеромонаха Иоанна (Булина). В письме от 17 июня патриарх Тихон отклонил кандидатуру иеромонаха Иоанна, как не достигшего 30-летнего канонического возраста, «при отсутствии к тому же сведений… о каких-либо выдающихся заслугах его, которые оправдывали бы необычное отступление для него от общепринятых канонических норм».
Новообразованное Эстонское государство оказывало давление на Эстонскую православную церковь с целью разрыва последней с Русской праволсавной церковью. В 1923 году архиепископ Александр (Паулус) от имени Эстонской Церкви обратился к Константинопольскому патриарху Мелетию IV с просьбой о даровании автокефалии. Автокефалии патриарх Мелетий не дал, но в патриаршем и синодальном акте от 7 июля 1923 года без обращения к Московскому патриарху переподчинил Эстонскую церковь себе и своему Синоду, присвоив ей наименование «Эстонская православная митрополия» и потребовав учредить в её составе 3 епархии: Таллинскую, Сааремааскую и Печерскую. Предписание исполнено не было. Вместо трёх на соборе ЭАПЦ 1924 года были учреждены 2 кафедры — Таллинская и Нарвская, и не по территориальному, а по национальному признаку. На Соборе ЭАПЦ 1924 года были намечены основные условия открытия Печерской епархии: «а) Печерская епархия учреждается для эстонских и смешанных приходов Печорского края, куда могут войти при желании и русские приходы Печорского края, б) Местом пребывания епископа является Печерский монастырь, священнонастоятелем которого является епископ, получающий от монастыря квартиру и соответствующую часть содержания по ранее утвержденному проекту, в) Одним из основных положений Печерской епархии является: богослужение на родном языке для обеих национальностей должно производиться в неограниченно установленном порядке».
25 апреля 1926 года во исполнение решения Собора ЭАПЦ от 8 апреля того же года митрополит Александр (Паулус) и архиепископ Евсевий (Гроздов) рукоположили во епископа Печерского архимандрита Иоанна (Булина). Епископ Иоанн, поднявший из руин духовную, богослужебную и хозяйственную жизнь Псково-Печерского монастыря, превратив её в духовный и культурный центр русской эмиграции, с присущей ему энергией стал окормлять смешанные приходы Печорского края. Для Печерского епископа были характерны приверженность русской православной и культурной традициям, отсутствие пиетета к власть имущим, готовность идти на конфликт с властями за то, что для него составляло вопрос принципа. Епископ Иоанн изначально противился введению григорианского календаря. В феврале 1928 году у него случился первый крупный конфликт с церковным руководством из-за монастырского имущества, которое Синод решил перевести в свою собственность во избежание отчуждения её государством в соответствии с законом об упразднении сословных имуществ. В 1929 года он был избран депутатом парламента Эстонии, выступал с законодательными инициативами. Собор ЭАПЦ, проходивший в Таллине 15—17 июня 1932 года, большинством голосов избрал на вдовствующую кафедру епископа Иоанна (Булина) вопреки его желанию. Это избрание было не более чем способом удалить его из Печерского монастыря. Отказ епископа Иоанна (Булина) покинуть монастырь повлёк сначала запрещение служить в храмах Печерской епархии, затем лишение настоятельства и исключение из монастырской братии. После этого он был выселен из обители судебным исполнителем в присутствии уполномоченного Синода ЭАПЦ и полицейских. В январе 1934 года епископ Иоанн уехал из Эстонии.
26 января 1933 года Синодом ЭАПЦ на Печерскую кафедру и должность настоятеля Псково-Печерского монастыря был назначен 70-летний протоиерей Николай Лейсман. Из документов не следует, что протоиерей Николай был пострижен в монашество перед архиерейской хиротонией, которая состоялась 2 апреля 1933 года в таллинском Александро-Невском кафедральном соборе. На момент своего наречения 1 апреля 1933 года во епископа Печерского, будучи уже настоятелем Псково-Печерской обители, он всё ещё был протоиереем. В 1933 года епископ Николай открыл Печерскую духовную семинарию и стал её первым ректором. В 1935 году он был возведён в сан архиепископа. Летом 1940 года архиепископ Николай (Лейсман) ушёл на покой по возрасту и по состоянию здоровья, что не помешало ему 30 марта 1941 года участвовать вместе с митрополитом Александром (Паулусом) и архиепископом Павлом (Дмитровским) в покаянном акте воссоединения с РПЦ. Архиепископ Николай примкнул к митрополиту Александру, когда тот с началом немецко-фашистской оккупации вновь увел Таллинскую епархию из РПЦ. Архиепископ Николай стал не только членом Синода, но и заместителем митрополита Александра.
25 июля 1943 года митрополит Александр и архиепископ Николай рукоположили во епископа Тартуского и Печерского протоиерея Петра Пяхкеля. Тартуская и Печерская епархия охватывала Южную Эстонию (Тартуский, Валгаский, Выруский и Печорский уезды). После воссоединения Таллинской епархии с РПЦ в 1945 горду архиерейская хиротония Петра (Пяхкеля) не была признана священноначалием Московского Патриархата. 27 июня 1945 года он был арестован, 14 сентября осуждён военным трибуналом войск НКВД Псковской области на 10 лет лишения свободы. После этого епархия пресеклась.
Печерское викариатство было учреждено 10 апреля 2024 года в связи с переводом архиепископа Матфея (Копылова) викарием Псковской епархии с титулом «Печерский». 25 июля 2024 года архиепископ Матфей был переведён на Псковскую кафедру.

## Епископы
Печерская епархия
- Иоанн (Булин) (25 апреля 1926 — 30 декабря 1932)
- Николай (Лейсман) (2 апреля 1933 — июль 1940)
- Петр (Пяхкель) (7 августа 1943 — 6 марта 1945)

Печерское викариатство Псковской епархии
- Матфей (Копылов) (10 апреля ― 25 июля 2024)